# Franz Tischhauser
Franz Tischhauser   (Berna, 28 de març de 1921 - 26 de maig de 2016) fou un compositor suís. Després de completar la seva maduració a Sant Gall, Franz Tischhauser va estudiar composició amb Paul Müller-Zürich i piano al conservatori de Zuric. Des de 1951 va treballar a "Radio Beromünster" (ara Radio SRF) a Radio Studio Zurich, on va ser cap del departament de música de 1971 a 1983. Fascinat per Alban Berg de jove, va aparèixer com a compositor amb obres humorístiques en música tonal. El 2002 va establir la Fundació Amadeus. Va residir a la comunitat de "Teufen ZH am Irchel" des de 1958 fins a la seva mort el 2016.